# میکائیل دوگبه
میکائیل دوگبه (انگلیسی: Mickaël Dogbé؛ زادهٔ ۲۸ نوامبر ۱۹۷۶) بازیکن فوتبال اهل توگو است.
از باشگاه‌هایی که در آن بازی کرده‌است می‌توان به باشگاه ورزشی الفجیره امارات، باشگاه ورزشی بنی یاس، باشگاه فوتبال النصر امارات، و باشگاه فوتبال سن-اتین اشاره کرد.
وی همچنین در تیم ملی فوتبال توگو بازی کرده‌است.